# Штольберг (Рудні Гори)
Штольберг (нім. Stollberg/Erzgeb.) — місто у Німеччині, розташоване у землі Саксонія, в районі Рудні Гори, що підпорядкований адміністративному округу Хемніц.
Площа — 38,82 км2. Населення становить 11 235 ос. (станом на 31 грудня 2020). Офіційний код — 14 5 21 590. 
Місто поділяється на 6 міських районів. 

## Відомі уродженці
- Рейнгольд Клоц (1807—1870) — німецький філолог і редактор численних латинських видань.

## Галерея

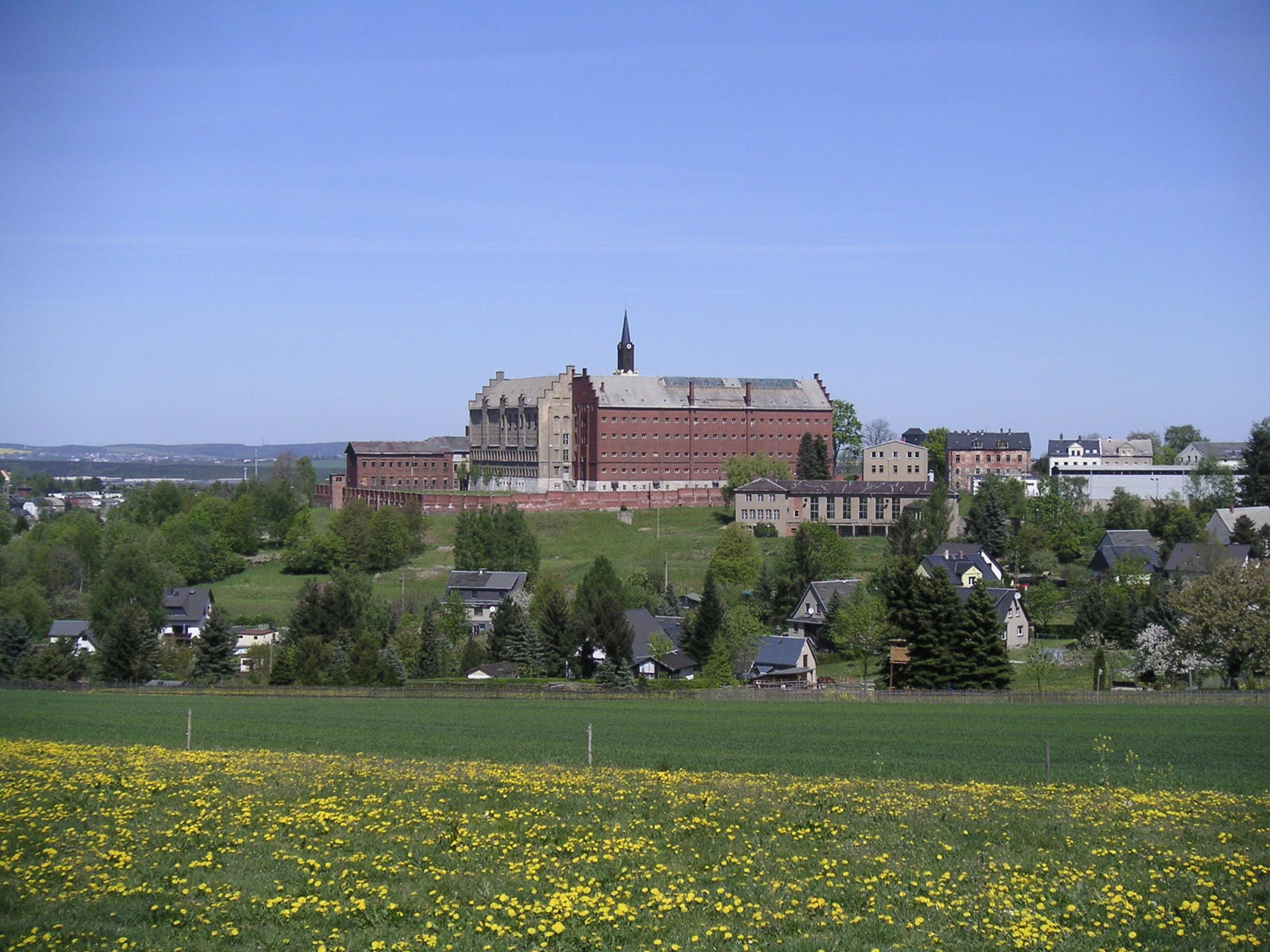
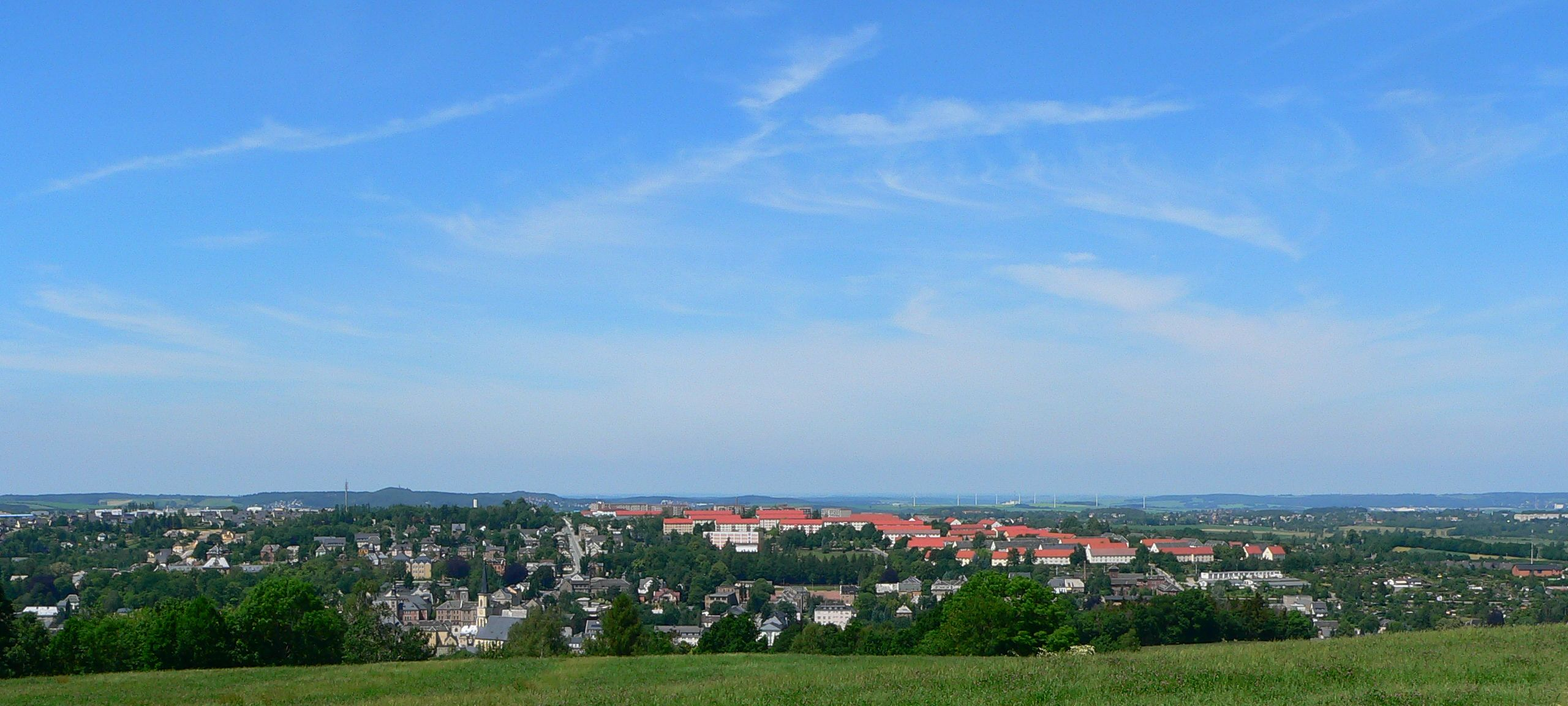
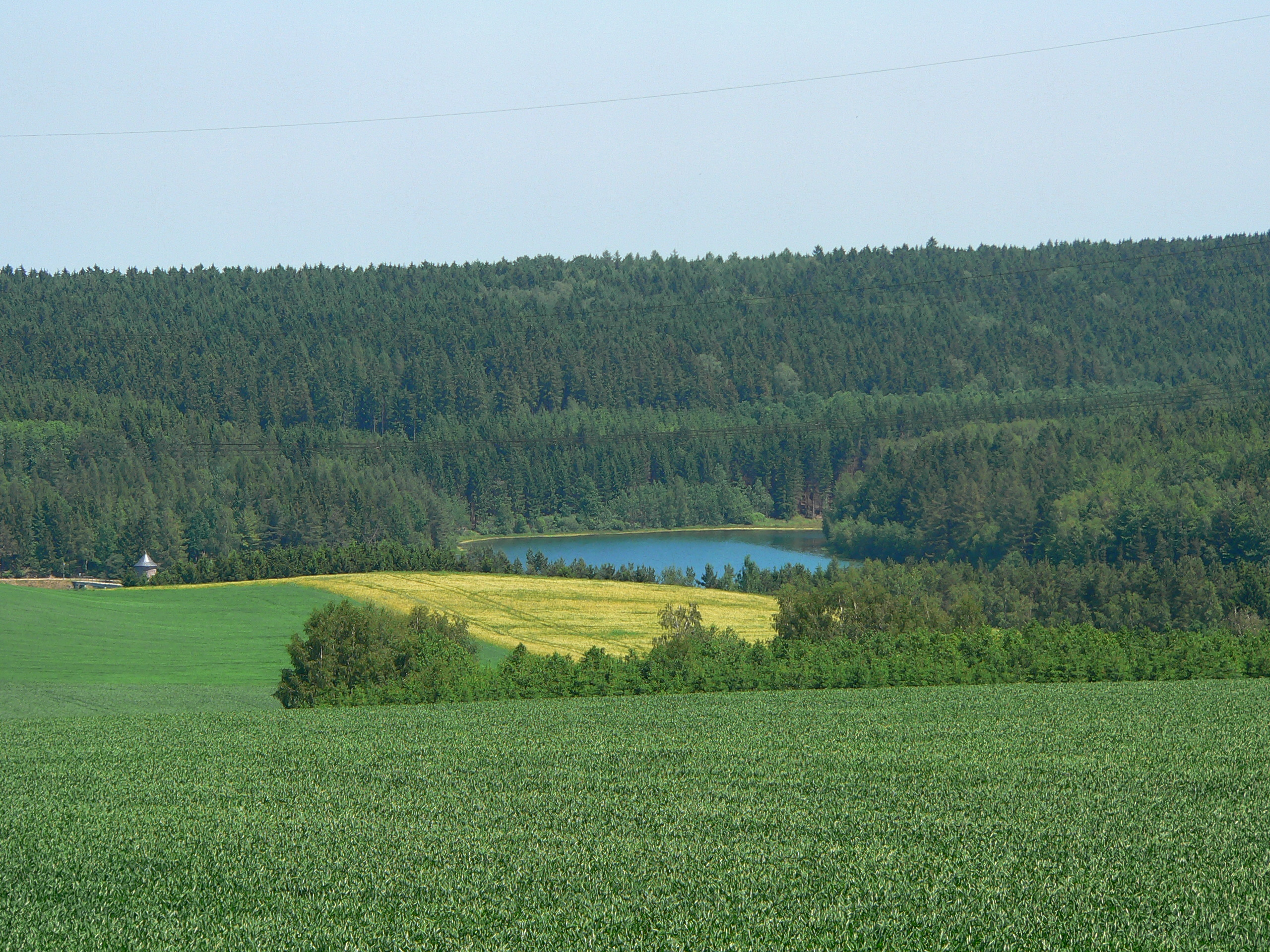
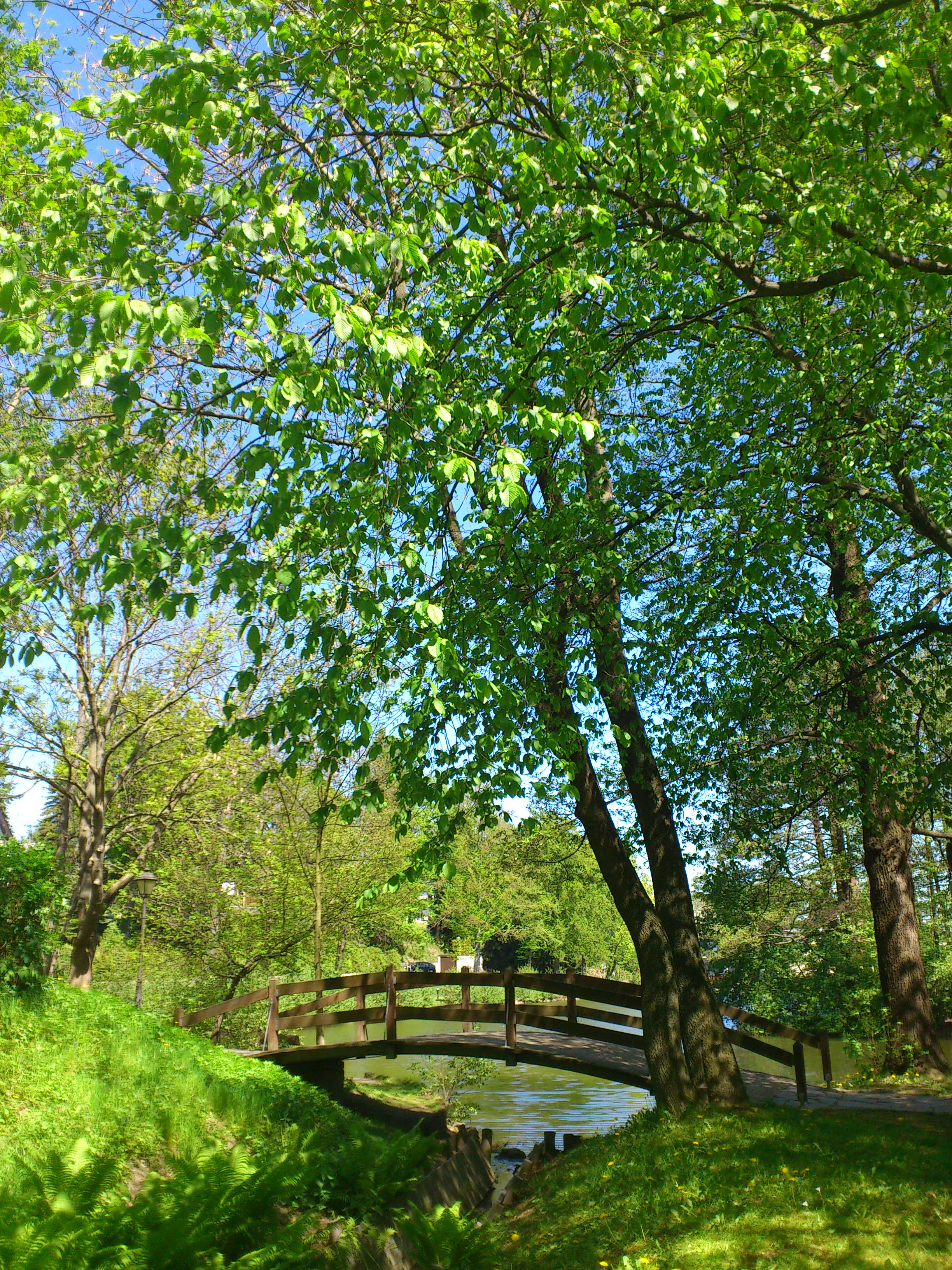